# 도미오카촌 (시즈오카현 이와타군)
도미오카촌(일본어: 富岡村)은 일본 시즈오카현 이와타군에 있던 촌이다. 현재의 이와타시에 해당한다.

## 역사
- 1889년 4월 1일 - 정촌제 시행에 의해 도요다군 도미오카촌이 성립하였다.
- 1896년 4월 1일 - 군 개편 의해 이와타군에 속하게 되었다.
- 1955년 3월 31일 -  이도리촌과 합병해 도요다촌이 성립하여, 동일 도미오카촌은 폐지되었다.

## 교통

### 철도
- 나카이즈미 궤도

일본국유철도 도카이도 본선이 촌을 통과했지만 역은 존재하지 않았다. 현재는 도요타초역이 있지만 당시에는 미개업 상태였다. 

### 도로
- 국도 제1호선

## 참고 문헌
- 角川日本地名大辞典編纂委員会,『角川日本地名大辞典 22 静岡県』, 角川書店, 1978年, ISBN 4040012208